# Silicio monocristallino

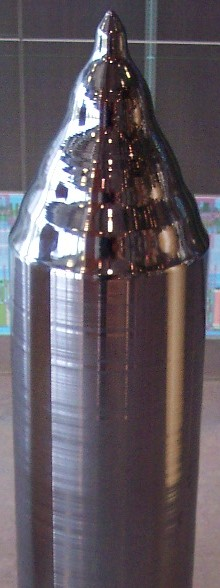
Lingotto di silicio monocristallino

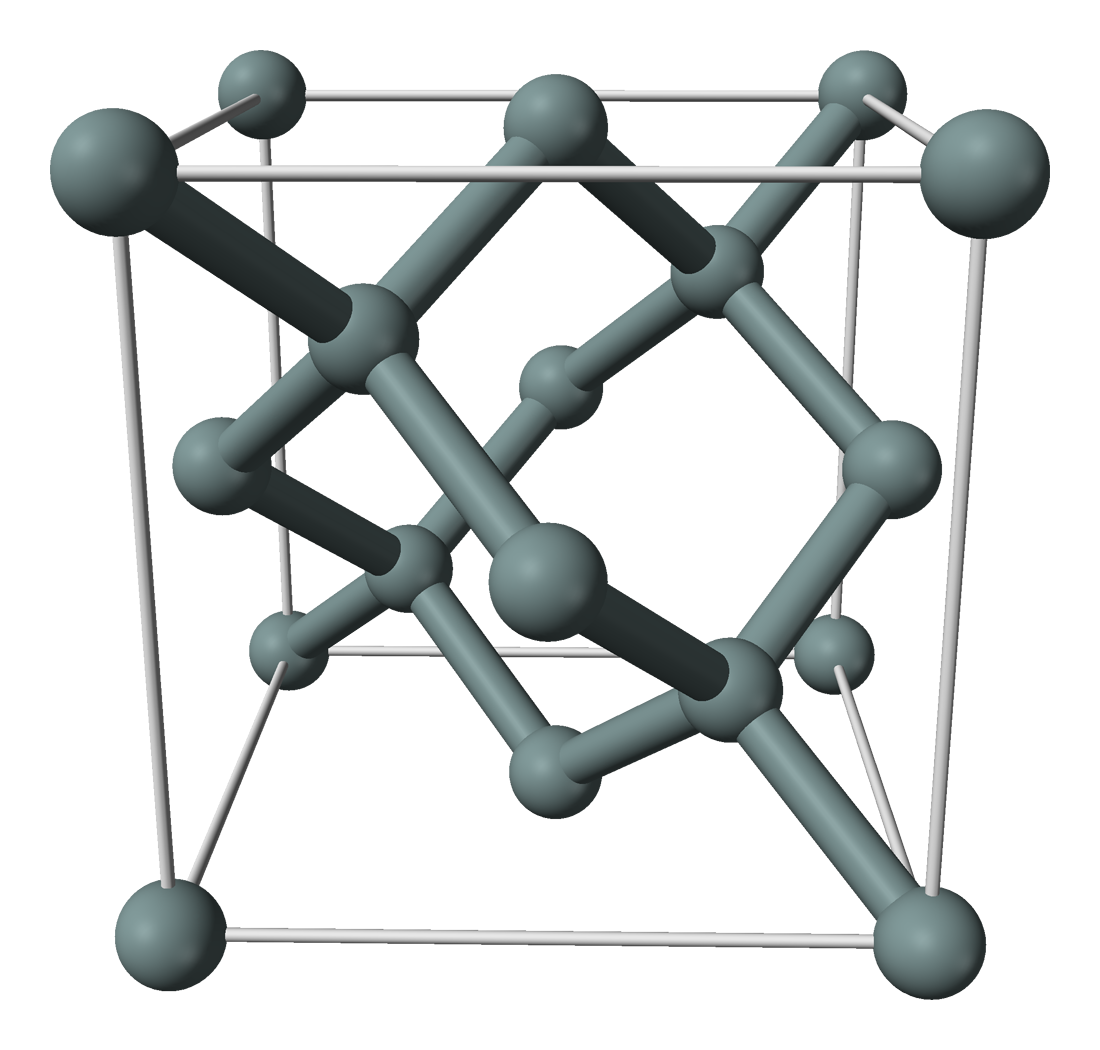
Cella elementare del silicio: struttura cubica a facce centrate, passo reticolare 5,43071 Å.

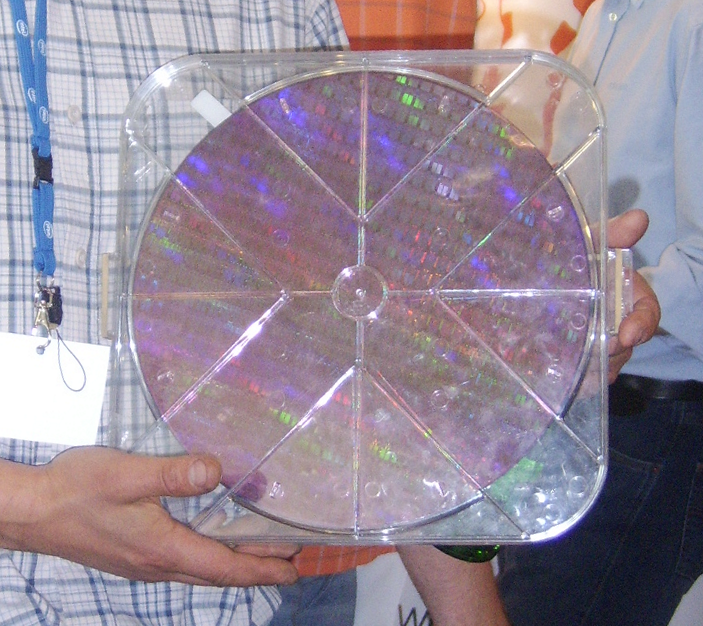
Circuiti VLSI (Intel) preparati su un wafer di silicio monocristallino

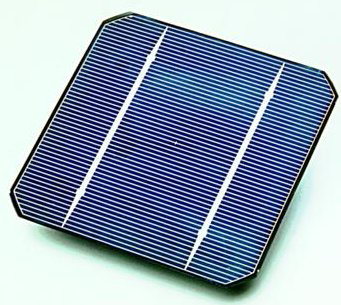
Cella solare di silicio monocristallino

Il silicio monocristallino è il materiale di base dell'industria elettronica. È costituito da un cristallo singolo di silicio, che ha un reticolo cristallino continuo, senza interruzioni (bordi di grano) in tutto il solido.

## Descrizione
Può essere intrinseco, cioè contenente solo silicio ultrapuro, o drogato mediante l'aggiunta di piccolissime quantità di altri elementi che permettono di modificare in modo controllato le sue proprietà di semiconduttore. La maggior parte del silicio monocristallino viene prodotto con il processo Czochralski, da cui si ottengono cristalli cilindrici fino a 450mm di diametro e a 2 m di lunghezza (figura a destra) che, segati in fette sottili, danno i wafer su cui verranno costruiti i microcircuiti.
Il silicio monocristallino è forse il più importante materiale tecnologico dell'ultimo mezzo secolo ("l'era del silicio"), perché la sua disponibilità a costi industrialmente accettabili è stata ed è essenziale per lo sviluppo dei microcircuiti elettronici su cui si basa l'attuale rivoluzione elettronica e informatica.

### In elettronica
Nella fabbricazione dei dispositivi a semiconduttore il silicio si usa in forma monocristallina perché i bordi di grano darebbero discontinuità e favorirebbero imperfezioni nella microstruttura del semiconduttore, come impurezze e difetti cristallini, che possono alterare le proprietà elettroniche locali del materiale, e avere quindi conseguenze sulla funzionalità e affidabilità dei dispositivi. Senza la perfezione del cristallo, sarebbe impensabile costruire i circuiti integrati VLSI (figura a destra), in cui milioni (o miliardi, ormai) di dispositivi semiconduttori sono concentrati in una frazione di cm2 (e debbono essere tutti funzionanti), per realizzare per esempio un microprocessore. Per questo, l'industria elettronica ha investito massicciamente nelle tecniche di preparazione di monocristalli di silicio di grandi dimensioni.

### Nel fotovoltaico
Il silicio monocristallino viene anche impiegato nella realizzazione di celle solari di elevate prestazioni. Le celle solari, a differenza dei microcircuiti, possono però tollerare, entro certi limiti, piccole imperfezioni strutturali, e quindi in esse il cristallo singolo oggi è spesso sostituito dal silicio policristallino, meno costoso.
Al 2022, il record mondiale dell'efficienza energetica è pari al 26.1% per i pannelli di 182 mm di spessore.
Al 2023, il record mondiale dell'efficienza energetica è pari al 26.5 % per una cella bifacciale prodotta da 3Sun Enel Green Power Italia in Sicilia, Catania.